# پرادیپ همسینگ جاهاو
پرادیپ همسینگ جاهاو (به انگلیسی: Pradeep Hemsingh Jadhav؛ ۱۱ نوامبر ۱۹۵۴ – ۱ ژانویهٔ ۲۰۲۵) سیاستمدار اهل هند و عضو سیزدهمین مجلس قانون‌گذاری ماهاراشترا بود. وی نمایندهٔ حوزهٔ انتخابیهٔ مجلس کینوات نیز بود. او به حزب کنگرهٔ ملی‌گرا (NCP) تعلق داشت.
جاهاو مدتی نیز، تاجر پنبه در ولسوالی عادل‌آباد بوده‌است.

جاهاو، در ۱ ژانویهٔ ۲۰۲۵، در سن ۷۰ سالگی درگذشت.